# Ai Kidosaki
Ai Kidosaki (城戸崎 愛, Kidosaki Ai), né le 1er juillet 1925 à Kobe, préfecture de Hyōgo et mort le 13 février 2020 à Tokyo, était un auteur et chef japonais surtout connu pour sa carrière dans le programme de cuisine Kyō no Ryōri (ja).

## Biographie
Ai Kidosaki est né le 1er juillet 1925 à Kobe et a fait ses études à l'école de cuisine dans l'Université Kasei-Gakuin de Tokyo et Le Cordon Bleu à Paris, cette dernière où son mari a été nommé.
Elle a reçu un diagnostic de cancer de l'utérus et après avoir reçu un traitement pour guérir la maladie alors qu'elle avait trente ans, elle a ensuite été renvoyée de l'hôpital et a enseigné la cuisine aux employés de l'hôpital, ce qui l'a amenée à commencer une carrière de chef. En 1971, elle fait sa première apparition dans Kyō no Ryōri, une émission de cuisine diffusée sur NHK. Au cours de sa carrière, Kidosaki, qui a reçu plus tard le surnom Love-obasan (ラブおばさん), a contribué de façon importante à la culture culinaire avec ses recettes et, en tant que chercheuse culinaire, a écrit plusieurs livres soulignant l'importance de la cuisine à la maison,,. Elle a également initié les gens à la cuisine familiale et aux sucreries dans plusieurs magazines publiés par Shueisha, y compris Non-no et « MORE ». Elle a remporté le prix de la culture NHK (ja) en 2007.
Dans une interview accordée en 2004 au site s-woman.net après la publication de son essai Senka to Donuts to Ai, qu'elle a co-écrit avec Ryōko Yui, elle a déclaré qu'elle voulait encourager les jeunes à apprécier leur propre vie au lieu d'aller à la guerre.
Kidosaki a été malade au cours des dernières années de sa vie et a été hospitalisée plusieurs fois, mais elle a pu publier son livre Shoku wa ikiruchikara 91-sai, gen'eki ryōri-ka no inochi no reshipi (食は生きる力91歳、現役料理家の命のレシピ) alors qu'elle était dans les années quatre-vingt-dix. Elle est décédée à l'âge de 94 ans d'une insuffisance cardiaque aiguë dans un hôpital à Tokyo le 13 février 2020,.

## Travaux
- Tsutaetai aji (伝えたい味?)[4]
- Senka to Donuts to Ai (戦火とドーナツと愛?)[5]
- Shoku wa ikiruchikara 91-sai, gen'eki ryōri-ka no inochi no reshipi (食は生きる力91歳、現役料理家の命のレシピ?)[2]